# عباس إبراهيم (ضابط لبناني)
اللواء عباس إبراهيم مدير عام الأمن العام اللبناني منذ 18 تموز (يوليو) 2011 حتى 1 آذار (مارس) 2023.

## بداياته
ولد عباس كاظم إبراهيم في 2 آذار (مارس) 1959. ينحدر من بلدة كوثرية السياد، قضاء صيدا في جنوب لبنان. حاصل على درجة بكالوريوس العلوم في العلوم العسكرية، وبكالوريوس العلوم في إدارة الأعمال.

## مسيرته المهنية
التحق في سن التاسعة عشرة بالمدرسة العسكرية، وتخرج بعد ذلك بثلاث سنوات برتبة ملازم.
طوال الثمانينيات من القرن الماضي، شارك في العديد من الدورات التدريبية في الجيش، وبلغت ذروتها في دورة مشاة في الولايات المتحدة في العام 1989. وأعقب ذلك دورة في الكمبيوتر في العام 1996 لمواكبة العصر الإلكتروني. كما تلقى تدريبًا أمنيًا متقدمًا في المملكة المتحدة العام 1998. وفي العام 1989، أصبح إبراهيم الحارس الشخصي لمبعوث جامعة الدول العربية إلى لبنان الأخضر الإبراهيمي. ثم تم تعيينه حارسًا شخصيًّا للرئيس الياس الهراوي وبقي في هذا المنصب حتى العام 1992 عندما كُلف بحماية رئيس الوزراء المعين حديثاً رفيق الحريري.
في العام 1994، تم تعيينه رئيسًا لقسم مكافحة الإرهاب والتجسس في مديرية المخابرات.
إبراهيم، مثل أسلافه، مرتبط ارتباطًا وثيقًا بجميع الأحزاب، ويتمتع بعلاقات ممتازة مع العديد من الأحزاب الرئيسة في لبنان.

## الحياة الشخصية
إبراهيم متزوج من غادة زين الدين ولديهما ثلاثة أبناء: محمد وعلي وبلال. وهو من الشيعة مثل جميع المديرين العامين الآخرين منذ العام 1998. قبل ذلك شغلالموارنة المنصب حتى انتزعت منهم، ومنحها للشيعة الرئيس السابق إميل لحود لأول مرة منذ العام 1943.
في 19 تشرين الأول (أكتوبر) 2020، جاءت نتيجة اختبار إبراهيم إيجابية لـمرض فيروس كورونا 2019 أثناء وجوده في الولايات المتحدة. وذكرت وول ستريت جورنال أنه التقى مستشار الأمن القومي روبرت أوبراين في البيت الأبيض قبل أسبوع لمناقشة المواطنين الأمريكيين المحتجزين في سوريا. وقالت المديرية العامة للأمن العام في تويتر إنه في صحة جيدة. في 23 من الشهر نفسه، عاد إلى بيروت.

## الوظائف التي شغلها
1991 - 1982: وظائف عمالنية في اللواء الثالث، معهد التعليم، لواء المشاة الرابع، معسكر خدمة العلم، الكتيبة المجوقلة الأولى واللواء المجوقل الأول.
1988 - 1987: تولى الأمن الشخصي لمبعوث الجامعة العربية إلى لبنان السيد الأخضر الإبراهيمي.
1992 - 1989: تولى أمن رئيس الجمهورية الراحل الياس الهراوي.
1993 - 1992: تولى مسؤولية الأمن الشخصي للرئيس الشهيد رفيق الحريري عند ترؤسه لحكومته الأولى
1993: القوة الضاربة
1998 - 1994: رئيس قسم مكافحة الإرهاب والتجسس في فرع المكافحة – مديرية المخابرات.
2002-1998: رئيس فرع المكافحة في مديرية المخابرات.
2005 - 2003: قائد فوج المغاوير.
2008 - 2005: رئيس فرع مخابرات الجنوب.
2011 - 2008: المساعد الأول لمدير المخابرات
2011: مدير عام الأمن العام اللبناني 

## الأوسمة والجوائز
```
وسام الجرحى)مرتين (.
```

```
وسام الحرب.
```

```
وسام الوحدة الوطنية.
```

```
وسام «فجر الجنوب».
```

```
وسام التقدير العسكري من الدرجة الفضية.
```

```
وسام االستحقاق اللبناني من الدرجة الثالثة.
```

```
وسام االستحقاق اللبناني من الدرجة الثانية.
```

```
وسام األرز الوطني من رتبة فارس.
```

```
الميدالية التذكارية للمؤتمرات
```

```
ميدالية الدفاع الوطني الفرنسي.
```

```
وسام األرز الوطني من رتبة ضابط.
```

```
تنويه العماد قائد الجيش عشر مرات.
```

```
تهنئة العماد قائد الجيش ثالث وثالثين مرة.
```

```
تهنئة قائد لواء الحرس الجمهوري ثالث مرات.
```

```
تهنئة مدير المخابرات ثالث مرات.
```

```
ميدالية الشرف العسكرية.
```

```
ميدالية الشرف العسكرية من الدرجة الفضية.
```

```
وسام االستحقاق اللبناني من الدرجة األولى.
```

```
ميدالية دار الفتوى في الجمهورية اللبنانية.
```

```
دبلوم «150 عاماً من الدبلوماسية» من وزارة الخارجية الرومانية تقديراً لجهوده في تعزيز القيم الرومانية والعالمية في العالقات الدولية.
```

```
وسام اإلستحقاق المدني اإلسباني.
```

```
ميدالية وزارة الداخلية والبلديات.
```

```
وسام النجمة اإليطالية من رتبة كومندور.
```

```
جائزة اإلستحقاق من الدرجة األولى من المجلس اإلستوني للمعلومات.
```

```
سفير فوق العادة لألمن والسالم للمفوضية الدولية لحقوق األنسان.
```

```
وسام مكافحة اإلارهاب بموجب المرسوم رقم 10750 .
```

```
الوسام الوطني الفرنسي لجوقة الشرف برتبة فارس.
```

حاز اللواء إبراهيم العديد من الأوسمة والجوائز، منها:
- وسام الاستحقاق اللبناني من الدرجة الثانية، ومن الدرجة الثالثة
- وسام الأرز الوطني من رتبة فارس
- سفير فوق العادة للأمن والسلام للمفوضية الدولية لحقوق الإنسان
- وسام مكافحة الإرهاب بموجب المرسوم رقم 10750 تاريخ 10/10/ 2013
- الوسام الوطني الفرنسي لجوقة الشرف برتبة فارس [10]
- جائزة جيمس فولي الأميركية الأرفع للمدافعين عن الرهائن تاريخ 16/ 10/ 2020 [11]